# اجماع
اجماع، آئین وفاق عام یا کنسانسوس (به انگلیسی: Consensus) در دو معنا کاربرد دارد. اول به معنای توافقی عام میان اعضای یک گروه که با در نظر گرفتن آراء هر یک از افراد، چه در مرحله تصمیم‌سازی و چه در اقدامات پیرو آن، به دست آمده‌است و دوم نظریه و آئینی که برای دستیابی به چنین توافقی مورد استفاده است. این آئین که از آن با نام تصمیم‌گیری اجماعی هم یاد می‌شود، یک روش تصمیم‌گیری گروهی است که هدف آن نه‌تنها به دنبال یافتن همرایی بیشینه اعضا بلکه برطرف کردن دشواریهای گروه کمینه است. تصمیم‌گیری اجماعی بیشتر نوعی تفاهم همگانی قلمداد می‌شود. این روش توسط بسیاری از گروه‌های گوناگون عقیدتی، مالی، سیاسی، و حتی پروژه‌های برخط استفاده می‌شود.[[ البته بیشترین کاربرد و توسل بدان در حقوق بین الملل میباشد،آئین کنسانسوس که در ابتدای شکل گیری مصادیق اندکی داشت، امروزه در حقوق  بین‌الملل برای حل مهمترین معضلات و اختلافات، به‌ویژه معضلات عدیده ای که سبب تقسیم جهان به شرق و غرب و یا شمال و جنوب شده رواج بسیار یافته است. می توان گفت که در جهان نامتحد، کنسانسوس(Consansus) احتمالاً تنها روشی است که رسیدن   به توافقی را - حتی بنحو حداقل- در پی بروز برخی اختلافات بین المللی International disputes میسر می سازد.
اگرچه توسل بدین آیین، توافقنامه های بین المللی را از دقت و صراحت لازم، عاری می کند، اما باید توجه داشت که در مسیر حل اختلافات  بین المللی، یک وکیل و حفوقدان بین المللی،الزاماً  باید اصل را بر این مبنا قرار دهد  که بهتر است موافقتنامه ناقصی وجود داشته باشد تا اینکه اصلا موافقتنامه ای در کار نباشد!این وجه  نیز در کتاب تدوین آیین های کاربردی حقوق بین الملل بیش از هر وجهی دیگر مورد توجه قرار گرفته است.با نگاهی به وضعیت و روند فعلی حقوق بین الملل ، ادراک و احساس میشود که یکی از ویژگی های جامعه نوین بین المللی و نظم حقوقی حاکم شده بر آن ،میتواند این معنی باشد که تصمیم گیری در خصوص مسائل کلی به وسیله رای اکثریت بیش از پیش نا ممکن و یا حد اقل متعسر باشد،لذا یکی از  راهکارهای برون رفت از این تنگنا -که در صورت عدم چاره جویی برای آن-  همچون شکستنی  برای کنشگران جامعه بین المللی تلقی میگردد ،توسل به آیین کنسانسوس باشد]]. در این روش:
1. بیشینه دست‌اندرکاران باید شرکت کنند
2. به صورت فعال در تصمیم‌گیری دخالت کنند
3. همه باید همکاری کنند که به بهترین جواب مورد پسند گروه برسند
4. همهٔ هموندان باید حق ارائه، مخالفت، وتو، یا بستن پیشنهاد را داشته باشند

رسیدن به اجماع نیازمند توجه جدی به نظرات مطروحه هر یک از اعضای گروه است. وقتی که تصمیمی بر مبنای اجماع اتخاذ می‌شود، می‌بایست به صلاحدید اعضا در اقدامات بعدی نیز اعتماد کرد.
در فقه اسلامی اجماع علمای اسلامی یکی از منابع تعیین احکام شرعی محسوب می‌شود. این نوع از اجماع شرایط خاصی دارد که در مقاله اجماع (فقه) تشریح شده‌است.